# Arsames (filho de Artabazo II)
Arsames (em grego: Ἀρσάμης; romaniz.: Arsámēs; fl. século IV a.C.) foi um nobre do Império Aquemênida ativo na segunda metade do século IV a.C..

## Nome
Arsames (Ἀρσάμης, Arsámēs) ou Arsamas (Ἀρσάμας, Arsámas) são as formas gregas do persa antigo Arxama (𐎠𐎼𐏁𐎠𐎶, Aršāma; de *(w)r̥šā, "touro, heroi", e *amah, "poder, força"), "ter a força de um herói". Foi registrado em aramaico como Arxã (ʾršm), em acadiano como Arxã (𒅈𒃻𒄠 / 𒅈𒌑, ⁠Aršam⁠), Arxama (𒅈𒃻𒄠𒈠 / 𒅈𒃻𒄠𒈠𒀪, ⁠Aršama / Aršamaʾ) e Arxamu (𒅈𒌑𒈬, Aršamu), em elamita como Irxama (𒅕𒐼𒈠, ⁠Iršama⁠) e Irxauma (𒅕𒐼𒌝𒈠, Iršauma⁠) e em armênio como Arxã (Արշամ, Aršam). A forma feminina, Arsame (Ἀρσαμη, Arsamē), derivada de *Arxama (*Aršāmā), é atestada na filha de Dario, o Grande (r. 522–486 a.C.).

## Vida
Arsames foi um nobre iraniano, filho do sátrapa da Frígia Artabazo II. Acompanhou seu pai, irmãos e irmãs ao exílio em 349/8 a.C., quando se refugiaram na corte de Filipe II. Por sua fidelidade ao xainxá Dario III, Arsames e sua família se juntaram a ele após a Batalha de Gaugamela (331 a.C.), mas se renderam a Alexandre, o Grande após a morte de Dario em 330 a.C.. Arsames foi recebido favoravelmente por Alexandre, mas seu destino é incerto.